# Jurij Tołubiejew
Jurij Władimirowicz Tołubiejew, ros. Юрий Владимирович Толубеев (ur. 18 kwietnia?/1 maja 1905 w Sankt Petersburgu, zm. 28 grudnia 1979 w Leningradzie) – radziecki aktor teatralny i filmowy, odznaczony tytułem Bohatera Pracy Socjalistycznej (1976).
Jego syn, Andriej Tołubiejew także był aktorem.

## Wybrana filmografia
- 1937: Trylogia o Maksymie, część 2 - Powrót Maksyma jako Bugaj
- 1938: Profesor Mamlock jako Fritz
- 1939: Trylogia o Maksymie, część 3 – Maksym jako Bugaj
- 1945: Wielki przełom jako Ławrow
- 1953: Bieliński jako Michaił Szepkin
- 1957: Don Kichot jako Sancho Pansa
- 1959: Szynel
- 1964: Hamlet jako Polonius

i inne